# Бруй Микола Віталійович
Мико́ла Віта́лійович Бруй (нар. 6 березня 1986, м. Чернігів, Українська РСР — пом. 26 липня 2014, с. Красне, Краснодонський район, Луганська область, Україна) — український військовик, старший солдат, гранатометник 2-го механізованого відділення 2-го механізованого взводу 2-ї механізованої роти механізованого батальйону 1-ї окремої гвардійської танкової бригади (Гончарівське). Позивний «Клин».

## Життєпис

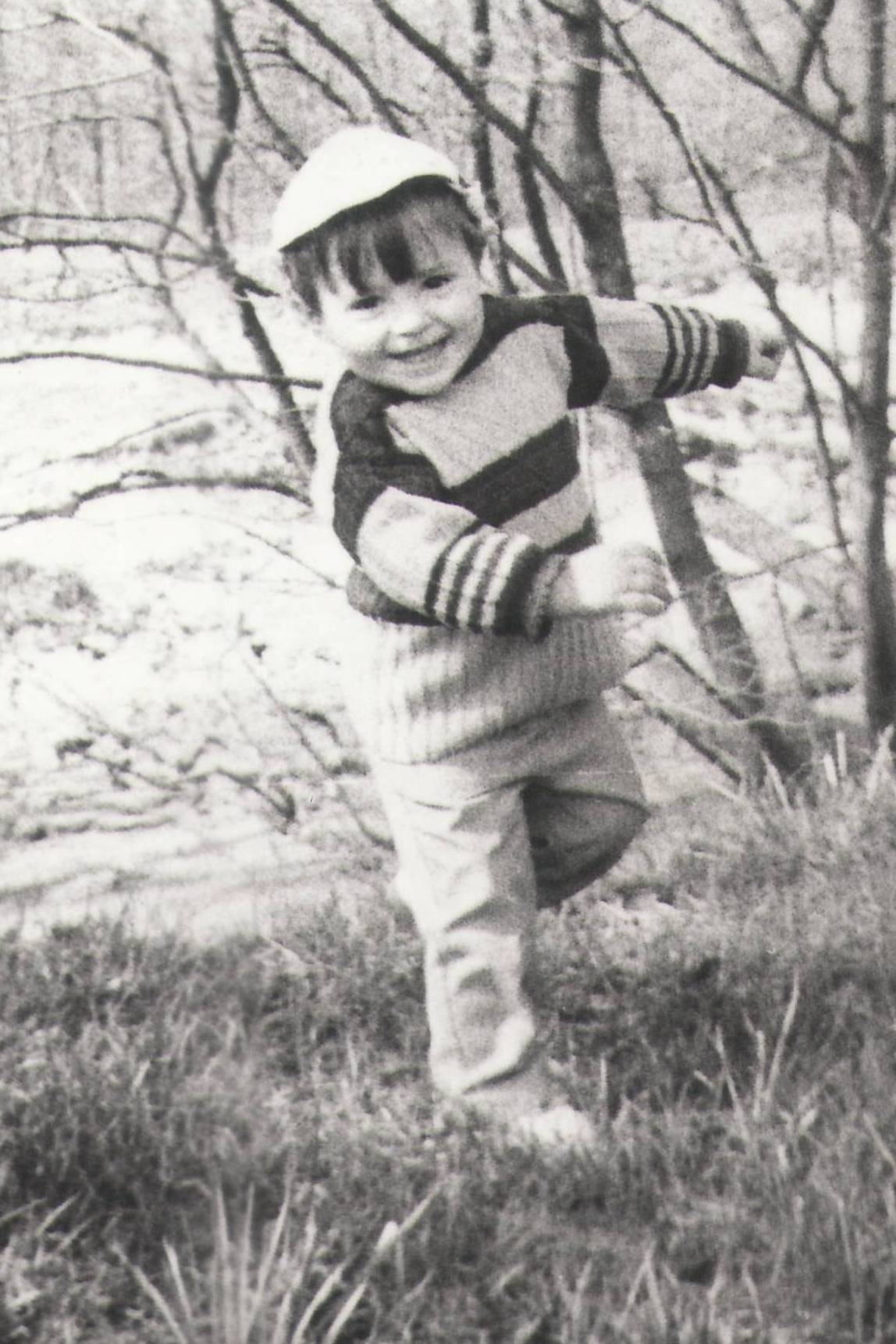
Микола в дитинстві

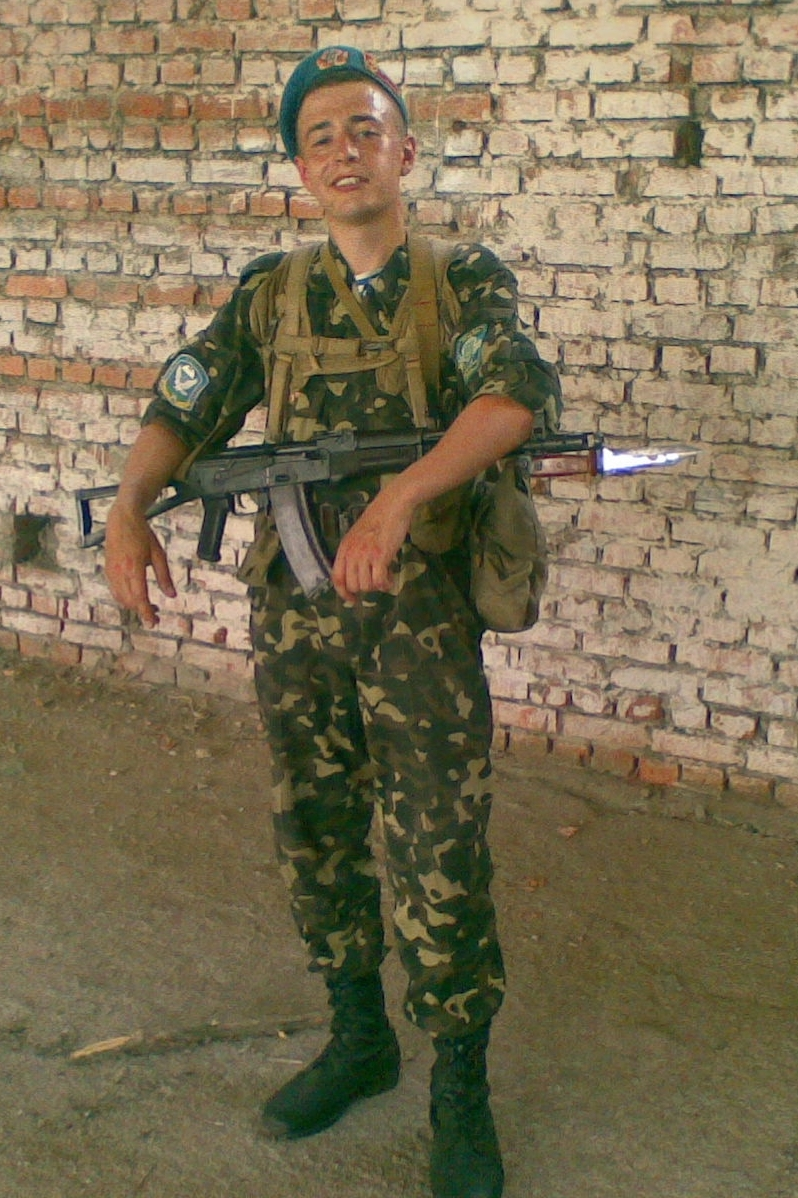
Микола Бруй під час служби в армії. 95-та окрема аеромобільна бригада. Літо 2009 року

Микола Бруй народився в Чернігові 6 березня 1986 року. Закінчив Чернігівську загальноосвітню школу № 21. З 2003 по 2008 рік навчався на історичному факультеті Чернігівського національного педагогічного університету імені Тараса Шевченка за спеціальністю «Історія. Психологія», здобув кваліфікацію вчителя історії, практичного психолога в закладах освіти. У 2008—2009 роках проходив строкову військову службу в 95-й аеромобільній бригаді, м. Житомир. Активіст чернігівського відділення ВО «Тризуб» імені Степана Бандери, брав активну участь у різних заходах і житті рідного міста. З товаришами відстоював передачу козацької Катерининської церкви в Чернігові Українській Православній Церкві Київського Патріархату. Брав участь у заходах з відновлення українських традицій (різдвяний вертеп тощо). У 2013 році був одним з тих, хто займався організацією заходів у Чернігові зі вшануванню пам'яті жертв Голодоморів в Україні. Ще під час навчання в університеті почав відвідувати Чернігівське товариство «Просвіта». Активний учасник Революції Гідності. 
Був мобілізований під час першої хвилі мобілізації 19 березня 2014 року.
Виконував обов'язки командира відділення. Під час перебування в Луганській області Микола під час одного з обстрілів неподалік від кордону з Російською Федерацією знайшов та вивів з поля бою бійця, який отримав контузію, та, втративши координацію, рухався в бік кордону.
Відомо, що під час перебування в зоні проведення Антитерористичної операції Микола Бруй брав участь у боях поблизу сіл Трьохізбенка
та Макарове.
25 липня 2014 року від Макарового відділення рушило до Щастя, а звідти до Луганського аеропорту з метою розблокування шляху до українських підрозділів, що обороняли аеропорт. На місце відділення Миколи Бруя прибуло вранці 26 липня. В середині того ж дня бійці отримали наказ закріпитися на висоті біля села Красне (Краснодонський район). Група в якій перебував Микола через 15 хвилин після прибуття на місце потрапила під обстріл мінометів та «Градів». Постріл з ПТУРа вивів з ладу танк, який більше не міг вести бій. Після отриманого наказу відступати група рушила в бік Луганського аеропорту, але потрапила у засідку. Військові зіскочили з БМП і почали вести бій. Микола прикривав своїх товаришів та був смертельно поранений під час надання невідкладної медичної допомоги важкопораненому товаришу. За словами побратимів, смерть настала о 18 годині 15 хвилин 26 липня 2014 року.
Тіла загиблих Миколи Бруя та Юрія Коваля бойовики вивезли до Краснодона, лише через кілька днів їх удалося переправити до Чернігова через територію РФ, за допомогою ритуального агентства «Фрейя» з міста Рубіжне. 4 серпня воїна-захисника відспівали у соборі Святої Великомучениці Катерини УПЦ КП, за який він боровся, аби той належав українській громаді, та поховали у Чернігові на міському кладовищі «Яцево».
Залишилися мати, батько, сестра, дружина та донька. Мати Миколи, Людмила Бруй — голова ГО «Родина воїна».
Чернігівська обласна рада ухвалила рішення про клопотання про присвоєння Миколі Брую звання «Герой України» (посмертно).
Міністерством оборони України було підтримане клопотання щодо присвоєння Миколі звання «Герой України» та 12 квітня 2016 року відповідне подання внесене Чернігівською обласною державною адміністрацією на ім'я Президента України.
Питання про присвоєння звання Герой України М. В. Брую (посмертно) було розглянуто та в межах компетенції підтримано Комісією державних нагород та геральдики на засіданні 5 липня 2016 року. Але й досі не підготовано та Президентом України не підписано відповідний Указ.

## Вшанування та нагороди

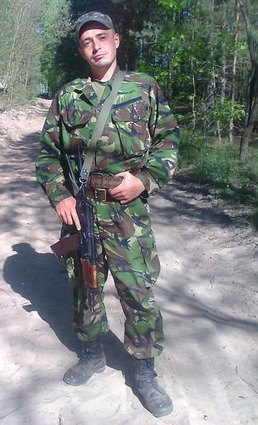
Микола Бруй під час служби в армії. Літо 2014 року

- Указом Президента України від 15 травня 2015 року № 270/2015 «за особисту мужність і високий професіоналізм, виявлені у захисті державного суверенітету та територіальної цілісності України, вірність військовій присязі» нагороджений орденом «За мужність» ІІІ ступеня (посмертно)[2].
- 20 квітня 2021 року — Почесна відзнака Чернігівської обласної ради «За мужність і вірність Україні» [3].
- 1 грудня 2014 року на всеукраїнському конкурсі «Історія, яка нас об'єднує» у Львові серед переможців конкурсу наукових і науково-популярних робіт відзначено дослідження студента Чернігівського національного педагогічного університету Максима Гоцацюка на тему «Микола Бруй, шлях від студента до національного героя»[4].
- 10 квітня 2015 року виставка у Чернігівському історичному музеї імені В. В. Тарновського «Нові археологічні дослідження Чернігівщини» була присвячена пам'яті випускників історичного факультету Чернігівського національного педагогічного університету, які загинули, захищаючи незалежність та територіальну цілісність України. На окремому планшеті були представлені фотографії та документи Миколи Бруя[5].
- У вересні 2015 року на будівлі Чернігівської загальноосвітньої школи № 21, де навчався Микола, встановлена меморіальна дошка з написом «Героїчно загинув за Україну»[6].
- За рішенням парафіяльної ради козацького кафедрального собору Святої Великомучениці Катерини УПЦ КП ім'я героя Миколи Бруя навічно занесено до Синодику.
- 26 липня 2016 року, до дворіччя загибелі Миколи, на місці його поховання на кладовищі Яцево відправлені заупокійна служба й чин освячення пам'ятника. Були присутні родичі, бойові товариші, учасники АТО, волонтери[7].

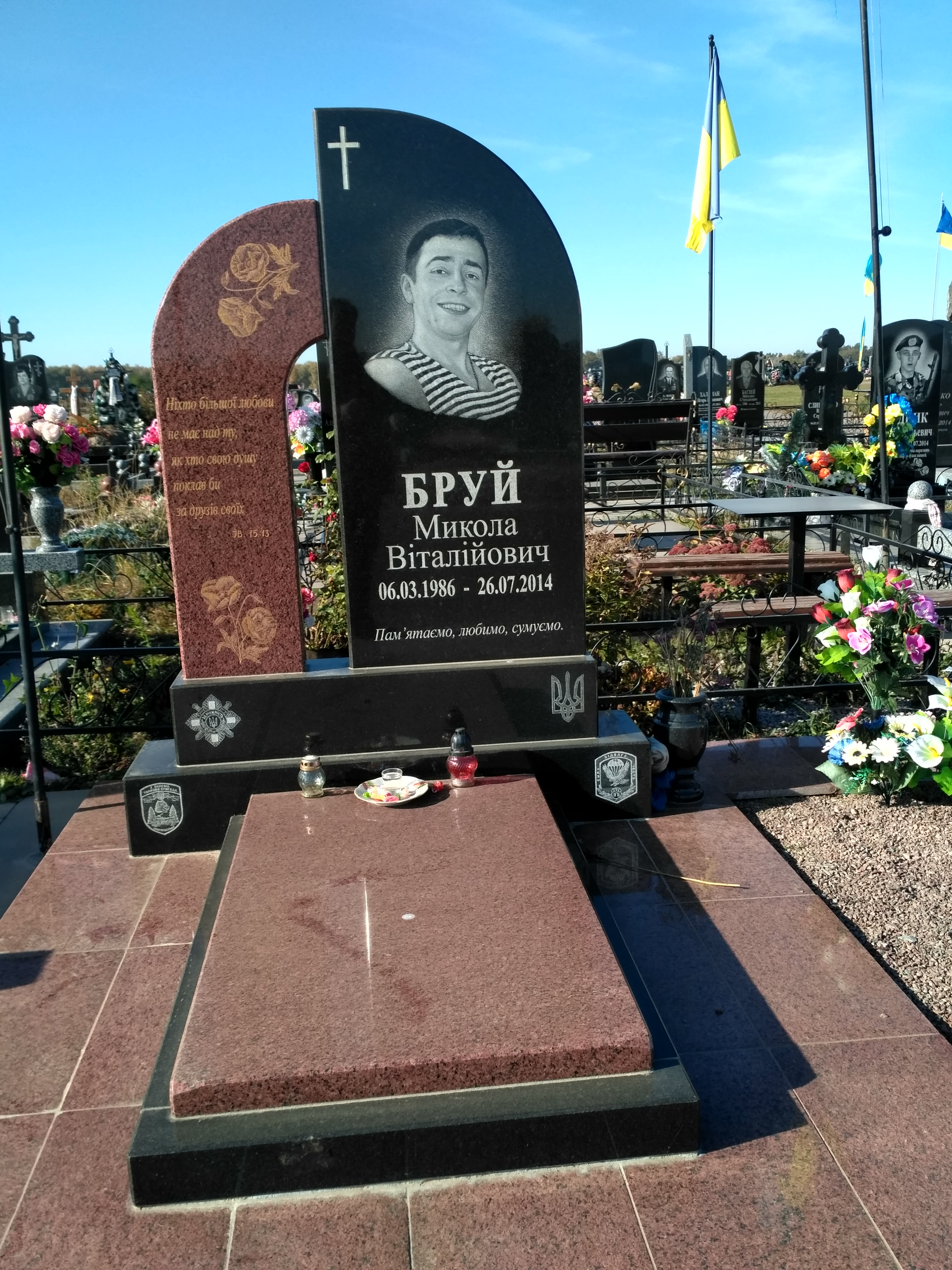
Могила Миколи Бруя. Кладовище Яцево, Чернігів